# Langstacheliger Seeskorpion

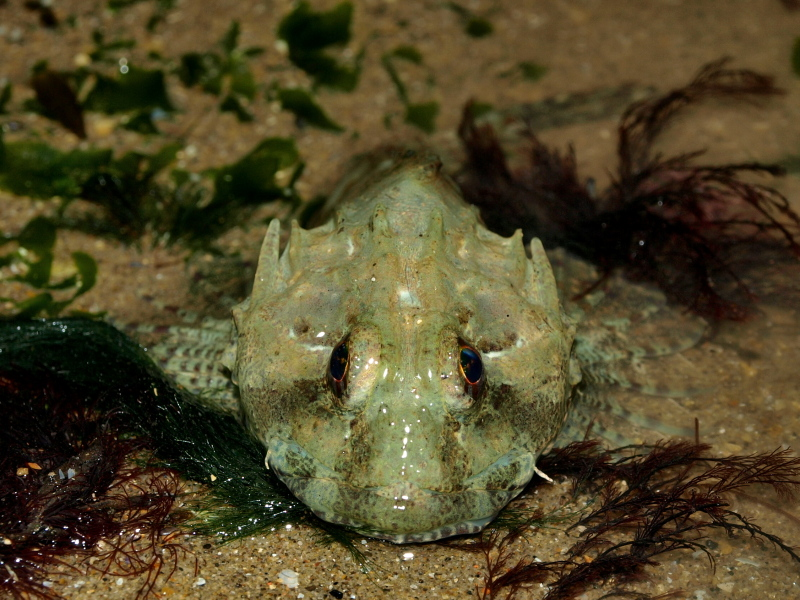
Langstacheliger Seeskorpion (Taurulus bubalis), Kopfansicht

Der Langstachelige Seeskorpion (Taurulus bubalis), auch bekannt als Seebull, ist eine im europäischen Nordatlantik lebende Fischart aus der Familie der Dickkopf-Groppen (Psychrolutidae). Sein Verbreitungsgebiet reicht von Island bis zur Biskaya und er kommt auch in der Nord- und Ostsee vor.

## Merkmale
Der Langstachelige Seeskorpion besitzt einen gestreckten, keulenförmigen und hochrückigen Körper mit großem und gepanzertem Kopf. Er erreicht eine maximale Körperlänge von 12 Zentimetern bei den Männchen und 25 Zentimetern bei den Weibchen. Der Kopf besitzt ein großes, sehr breites und endständiges Maul. Er ist wie bei verwandten Arten gepanzert, während sich an den Vorderkiemendeckeln jeweils ein langer und mehrere kleinere Stacheln befinden. Der Rücken und die Flanken sind braun mit unregelmäßigen Flecken, die dunkelbraun, grünlich oder rötlich sein können. Der Bauch ist weiß.
Die Brustflossen sind groß und flächig ausgebildet. Die Bauchflossen sind brustständig und die Rückenflosse ist deutlich zweiteilig. Die vordere Rückenflosse besteht aus 7 bis 10 Hartstrahlen, die zweite aus 10 bis 14 Weichstrahlen. Die Afterflosse besitzt 8 bis 10 Weichstrahlen und die Brustflosse 14 bis 16 Weichstrahlen.

## Verbreitung
Das Verbreitungsgebiet des Langstacheligen Seeskorpions reicht von Island über die britischen Inseln und die skandinavische Küste bis zur Biskaya und er kommt auch in der Nord- und Ostsee vor.

## Lebensweise
Der Fisch lebt vor allem auf Seegraswiesen und algenbewachsenen Felsen im Flachwasser bis zu einer maximalen Tiefe von 30 Metern, wobei er auch in Gezeitentümpeln angetroffen wird. Er ernährt sich vor allem von kleinen Fischen, Krebstieren und anderen Wirbellosen.
Die Laichzeit fällt in den Februar bis Mai am Meeresgrund. Die etwa 1,5 bis 1,8 Millimeter großen, gelblichen Eier werden in Klumpen zwischen Algen und in Felsspalten abgelegt, wobei das Männchen bis zum Schlupf die Eier bewacht und damit aktive Brutpflege betreibt. Nach ca. 6 Wochen schlüpfen die 5 bis 6 Millimeter langen Larven. Die Larven sind pelagisch, die Fische werden nach etwa 2 Jahren geschlechtsreif.

## Belege
1. 1 2 3 4 5  Andreas Vilcinskas: Fische – Mitteleuropäische Süßwasserarten und Meeresfische der Nord- und Ostsee. BLV Verlagsgesellschaft, München 2000; S. 162. ISBN 3-405-15848-6.
2. 1 2 3  Langstacheliger Seeskorpion auf Fishbase.org (englisch).